# Remei Sipi Mayo
Remei Sipi Mayo (Rebola, 1952), coneguda popularment com Tia Remei, és una educadora infantil, escriptora, editora, conferenciant, directora de teatre, investigadora i activista equatoguineana experta en gènere i desenvolupament, destacada per la seva militància en el moviment associatiu de dones afrodescendents.

## Trajectòria
Remei Sipi va néixer el 1952 a la localitat de Rebola, a l'illa de Bioko, a Guinea Equatorial. El 1968, amb 16 anys, es va traslladar a viure a Barcelona. Es va diplomar en Educació Infantil i es va especialitzar en gènere i desenvolupament a la Universitat Autònoma de Barcelona.
Ha treballat en defensa de la dona, les minories ètniques i les persones migrants i ha impulsat el moviment associatiu de dones africanes, intentant evitar la folklorització en els esdeveniments interculturals en què la convidaven. A principis dels anys 1980 es va convertir en la presidenta de Riebapua, el col·lectiu bubi de Guinea Equatorial a Catalunya. El 1990 va cofundar l'associació E'Waiso Ipola, que significa «dona, aixeca't/espavila't». Tres anys més tard es va convertir en una de les cofundadores de l'associació espanyola d'intel·lectuals africans Mfundi-Kupa. A més, va cofundar la Xarxa de dones immigrants a Catalunya i el 2005 Yamanjá, una associació de dones immigrants que també va presidir.
Sipi va ostentar els càrrecs de presidenta de la Federació d'Associacions Guineanes de Catalunya, vicepresidenta del Consell Nacional de les Dones de Catalunya, portaveu de la Secretaria de dones de la Federació de Col·lectius d'Immigrants a Catalunya i vocal del Consell de la Llengua Catalana. També va ser membre de la Xarxa de Dones Negres i de Minories Ètniques d'Europa, de la Plataforma de Suport als Presos Polítics de Guinea Equatorial, del Grup de Dones Ca la Dona de Barcelona i del Grup de Dones María Zambrano.
A més de literatura oral i assaig, ha escrit sobre temes de gènere i dones migrants africanes i ha publicat diversos llibres. Va ser la creadora de l'Editorial Mey, especialitzada en literatura equatoguineana. El 2018 va ser un dels membres del jurat del Premi Consell Municipal d'Immigració de Barcelona.
Sipi ha estat reconeguda diverses vegades pel seu activisme. El 2002 va rebre el IX Premi Pasionaria, lliurat per Esquerra Unida de Gijón, en nom de l'Associació de Dones Africanes. El 2014 va rebre el Premi Arrels de Forum Andalucía. El 2020 la Fundació Sabino Arana va reconèixer Sipi amb el Premi Sabino Arana per la seva militància feminista i la seva lluita pels drets de la dona africana.

## Obra publicada
- 1997 - Las mujeres africanas. Incansables creadoras de estrategias. ISBN 9788417150273 .
- 2004 - Inmigración y género. El caso de Guinea Ecuatorial, Tercera prensa, ISBN 84-87303-75-7.
- 2005 - Les dones migrades: apunts, històries, reflexions, aportacions.
- 2005 - Cuentos africanos.
- 2007 - El secreto del bosque: un cuento africano.
- 2015 - Baiso, ellas y sus relatos, junto a Nina Camo y Melibea Obono, ISBN 978-84-606-7344-6.
- 2015 - Voces femeninas de Guinea Ecuatorial. Una antología, ISBN 9788460673422.[2]
- 2018 - Mujeres africanas. Más allá del tópico de la jovialidad, Wanafrica Ed. 2018, ISBN 978-84-17150-27-3.[16]